# رفائيل كلاتشكين

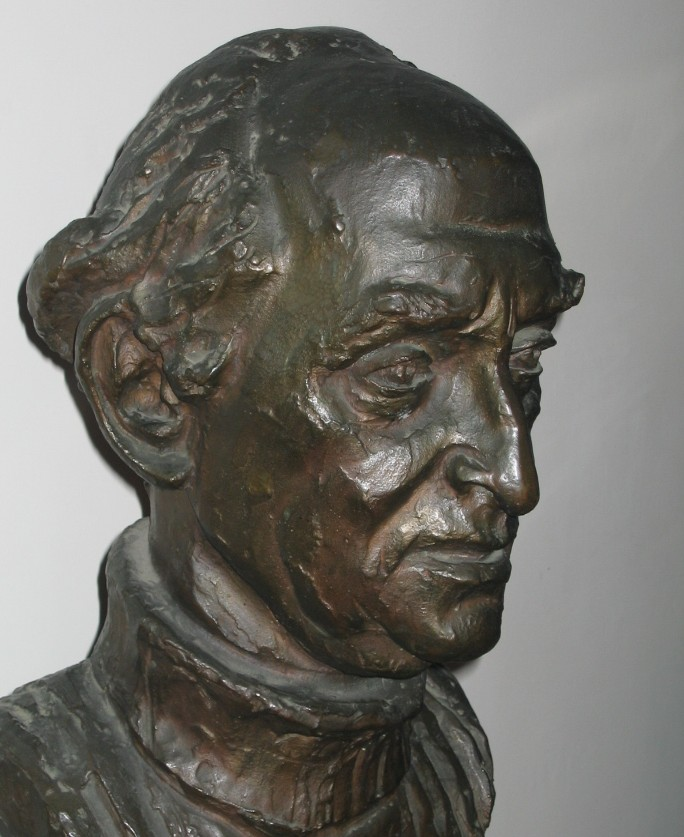
تمثال كلاتشكين معروض في مسرح هبيما (وتوجد نسخة من هذا التمثال معروضة في متحف أرض إسرائيل في قاعة كلاتشكين)

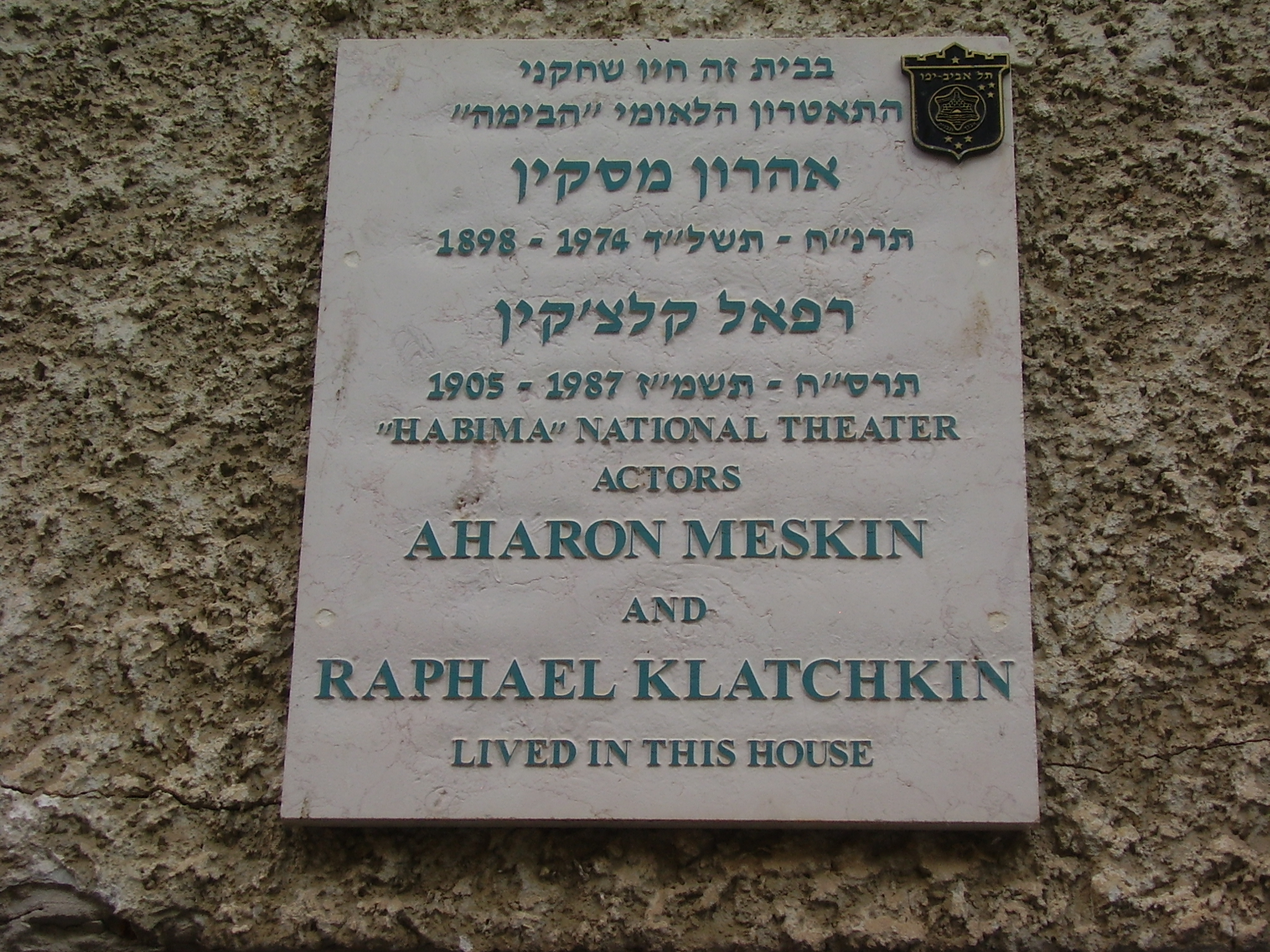
لوحة تذكارية على منزل أهارون مسكين ورفائيل كلاتشكين في 33 شارع فروغ في تل أبيب

رفائيل كلاتشكين (15 ديسمبر 1907 - 27 مايو 1987) ممثل مسرحي وسينمائي وكاتب أغاني إسرائيلي. ويعتبر من أعظم ممثلي مسرح هبيما.
نال جائزة إسرائيل في المسرح في عام 1979.

## حياته
ولد كلاتشكين في فولكوفيسك في عام 1907، وهاجر إلى فلسطين في عام 1921 وهو في الثالثة عشرة من عمره. وبعد تخرجه من ثانوية هرتسليا العبرية، اكتشف عنده موهبة التمثيل، واتصل بالفرق المسرحية التي كانت نشطة في البلاد في ذلك الوقت، ومن بينها مسرح أرض إسرائيل ومسرح «الغلاية» الساخر.
كان كلاتشكين ممثلاً معروفًا بين الجمهور الإسرائيلي، ومثل في حوالي مائتي مسرحية، معظمها في أدوار كوميدية. واشتهر بدور المترجم النحيف في مسرحية «مقهى قمر أغسطس»، والتي يقول فيها الجملة الخالدة: «المواد الإباحية هي مسألة جغرافية!».
ودور آخر له هو دور الثعبان الذي يغوي هافا في مسرحية «سفر التكوين» من تأليف أهارون مجيد، والتي عُرضت على مسرح هبيما في عام 1962، والتي أغوى فيها هافا (التي لعبت دورها ليا كونيغ) لأكل التفاحة.
لعب رفائيل كلاتشكين دور البطولة في فيلم «فانتازيا موضوع رومانسي» للمخرج هانوخ ليفين، واشتهر بأداءه أغنية «الطائر الصغير في السروال». وفي الثلاثينيات لعب دور البطولة في أفلام «صبرا» و «هذه الأرض». وفي عام 1953 قام ببطولة فيلم «داني وأليزا»، وفي عام 1956 قام ببطولة فيلم «قانون في تاكسي»، وفي عام 1964 قام ببطولة فيلم «أحضر بنات إلى إيلات».
في عام 1966، لعب دور الحاخام كالمان في فيلم «تو كوني ليميل» للمخرج إسرائيل بيكر، بطولة مايك بورستين.
في عام 1976 قام ببطولة فيلم «فقط اليوم» وهو الفيلم الأول للمخرج زائيف ريفاش، وفي نفس العام لعب دور البطولة إلى جانب يهودا باركان في فيلم «لوبو في نيويورك» للمخرج بوعز دافيدسون.
في عام 1977 قام ببطولة فيلم «مرفه منتصف الليل» للمخرج جورج عوفاديا، وقام ببطولة فيلم «اللص يسرق إعفاء» للمخرج وولف بروفيت وفي فيلم «هيا نضيع مليونا».
في عام 1978 لعب دور البطولة في فيلم زئيف ريفاش «شراغا الصغيرة»، وفي دور الضيف في فيلم آفي نيشر الأول «الفرقة».
في عام 1979 لعب دور ضيف في فيلم زئيف ريفاش «لا تنهض أكثر».
في عام 1984، لعب دور البطولة في فيلم «أتاليا» للمخرج أكيفا تيفيت إلى جانب ميشال بات آدم ويوسي بولاك.
في عام 1987 لعب دور البطولة في أفلام زئيف ريفاش «العاطلون تيتو» و «الدمية». وكان ظهوره في هذه الأفلام من آخر أدواره قبل وفاته بعدة أشهر.
في عام 1979 نال جائزة إسرائيل للمسرح.

### وفاته وذكراه
توفي كلاتشكين عام 1987، عن عمر يناهز 79 عامًا. ودفن في مقبرة كريات شاؤول في تل أبيب.
بعد وفاته، أسست زوجته هداسا جائزة هداسا ورافائيل كلاتشكين.

## فيلموغرافيا
- تراكم (1933)
- هذه هي الأرض (1935)
- منزل والدي (1947)
- قانون في تاكسي (1956)
- الأمس (1963)
- شبات هاملكا (1965)
- اجلب بنات إلى إيلات (1965)
- تو كوني ليميل (1966)
- الهوس (1968)
- طبريا طبريا (1974)
- لوبو في نيويورك (1976)
- فقط اليوم (1976)
- اللص يسرق إعفاء (1977)
- فانتازيا موضوع رومانسي (1977)
- مرفه منتصف الليل (1977)
- دعونا نضيع مليون (1977)
- الفرقة (1978)
- شراغا الصغيرة (1978)
- بيلفر (1978)
- لا تنهض أكثر (1979)
- أتاليا (1984)
- العاطلون في تيتو (1987)
- الدمية (1987)